# Wilton Valença
Wilton Valença da Silva (Ilhéus, 20 de outubro de 1933) é um técnico de operações de petróleo, sindicalista e político brasileiro.
Começou a trabalhar como técnico da Petrobras na década de 1950. Foi instrutor de cursos de perfuração de poços de petroleo, ao mesmo tempo que organizava os trabalhadores. Fundou o o Sindicato dos Trabalhadores da Indústria de Extração de Petróleo (Stiep), do qual foi presidente por três mandatos, entre 1953 e 1964.
Foi eleito deputado estadual pelo Partido Socialista Brasileiro em 1962. Líder da bancada do PSB, seu mandato iria até 1967, mas foi cassado pelo AI-2, em 19 de outubro de 1966.